# 羅尼奧薩迪塞斯特列雷峰
44°56′N 6°56′E / 44.933°N 6.933°E

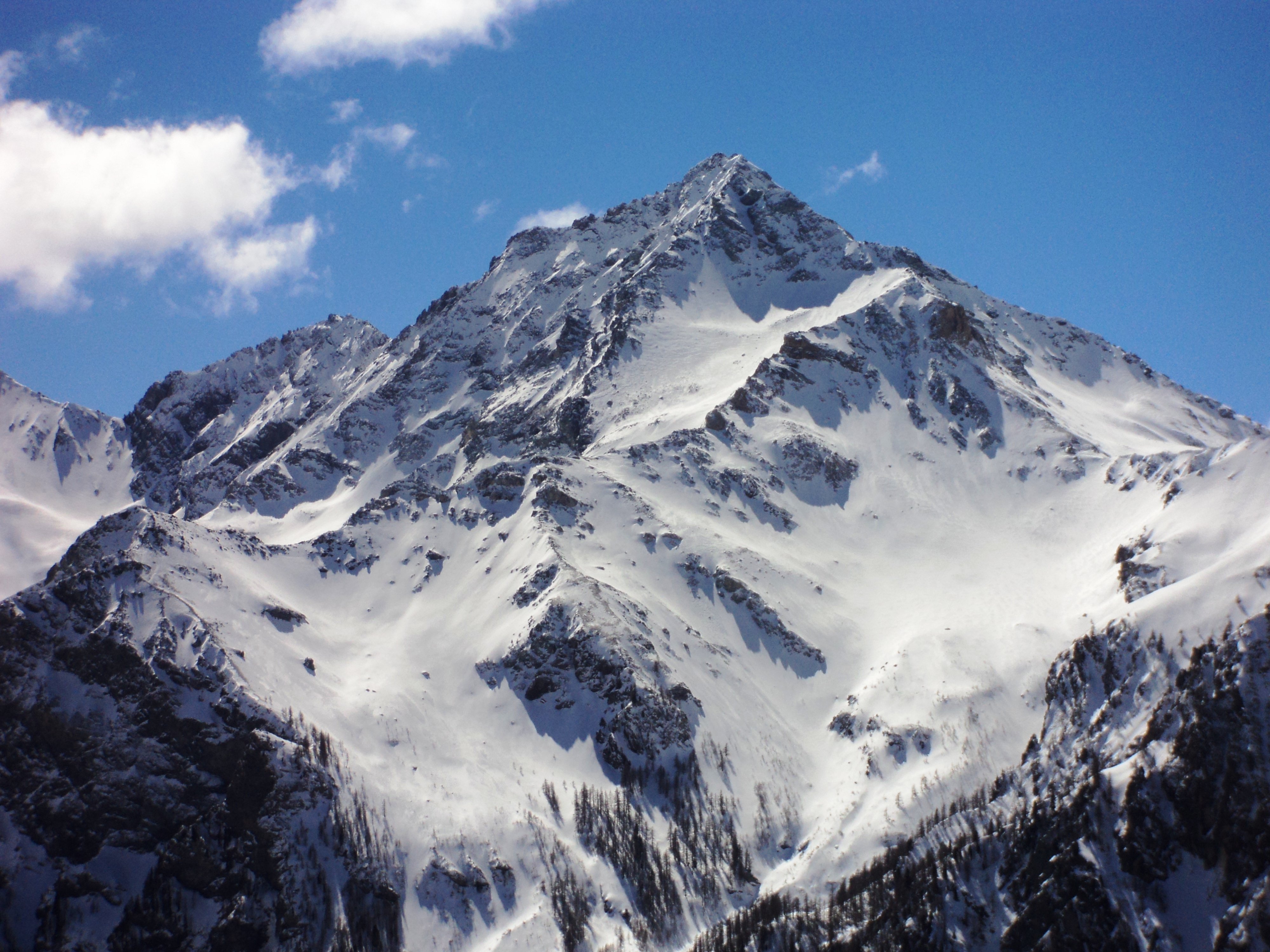

羅尼奧薩迪塞斯特列雷峰（義大利語：Punta Rognosa di Sestriere），是意大利的山峰，位於該國西北部，由皮埃蒙特大區負責管轄，屬於科蒂安阿爾卑斯山脈的一部分，海拔高度3,280米，每年平均降雨量1,432毫米。